# Турнеја Британских и Ирских Лавова по Јужноафричкој Републици 1968.
Турнеја Британских и Ирских Лавова по Јужноафричкој Републици 1968. (службени назив: 1968 British and Irish Lions tour to South Africa) је била турнеја острвског рагби дрим тима по Јужноафричкој Републици 1968. Спрингбокси су победили у три тест меча, док је један тест меч завршен нерешеним резултатом. Шесторица Лавова су након ове турнеје, променили код рагбија и почели професионално да играју рагби лигу.

## Тим
Стручни штаб
- Главни тренер Рони Досон, Ирска

Играчи
'Бекови'
- Бери Брешинан, Ирска
- Гордон Конел, Шкотска
- Џералд Дејвис, Велс
- Герет Едвардс, Велс
- Мајк Гибсон, Ирска
- Боб Хилер, Енглеска
- Сенди Хиншелвуд, Шкотска
- Кејт Џеред, Велс
- Бери Џон, Велс
- Кери Џонс, Велс
- Том Кирнан, Ирска
- Били Рејбулд, Велс
- Морис Ричардс, Велс
- Кејт Севиџ, Енглеска
- Џон Турнер, Шкотска
- Роџер Јанг, Ирска

'Скрам'
- Роџер Ернел, Шкотска
- Мајк Колман, Енглеска
- Мајк Дојл, Ирска
- Кен Донел, Ирска
- Тони Хортон, Енглеска
- Питер Лартер, Енглеска
- Вили Џон Мекбрајд, Ирска
- Сид Милар, Ирска
- Џон Ошеј, Велс
- Џон Пулин, Енглеска
- Питер Стејџ, Шкотска
- Џон Тејлор, Велс
- Боб Тејлор, Енглеска
- Џим Телфер, Шкотска
- Делм Томас, Велс
- Брајан Вест, Енглеска
- Џеф Јанг, Велс

## Утакмице
| Утак. | Тим                 | Резултат | Тим     |
| ----- | ------------------- | -------- | ------- |
| 1.    | Вестерн Трансвал    | 12:20    | Лавови  |
| 2.    | Вестерн Провинс     | 6:10     | Лавови  |
| 3.    | Саут вест дистриктс | 6:24     | Лавови  |
| 4.    | Истерн провинс      | 14:23    | Лавови  |
| 5.    | Натал               | 5:17     | Лавови, |
| 6.    | Родезија            | 6:32     | Лавови  |
| 7.    | Спринбокси          | 20:25    | Лавови  |
| 8.    | Норт вест кејп      | 5:25     | Лавови  |
| 9.    | Саут вест Африка    | 0:23     | Лавови  |
| 10.   | Трансвал            | 14:0     | Лавови  |
| 11.   | Спринбокси          | 6:6      | Лавови  |
| 12.   | Истерн Трансвал     | 9:37     | Лавови  |
| 13.   | Нортерн Транвсал    | 19:22    | Лавови  |
| 14.   | Гриквленд вест      | 3:11     | Лавови  |
| 15.   | Боланд              | 0:14     | Лавови  |
| 16.   | НЗ Универзитети     | 6:27     | Лавови  |
| 17.   | Спринбокси          | 11:6     | Лавови  |
| 18.   | Бордер              | 6:26     | Лавови  |
| 19.   | Оранџ фри стејт     | 3:9      | Лавови  |
| 20.   | Норт ист кејп       | 12:40    | Лавови  |
| 21.   | Спринбокси          | 19:6     | Лавови  |

| Победник турнеје 1968. |
| ---------------------- |
| Спринбокси (3-1-0)     |

## Статистика
Највише поена против Јужне Африке
Том Кирнан 35 поена

## Видео снимци
Есеј Де Вилијерса на првом тест мечу
Springboks vs British Lions, 1st test, Pretoria, 1968 - De Villiers' try - YouTube